# Miombo

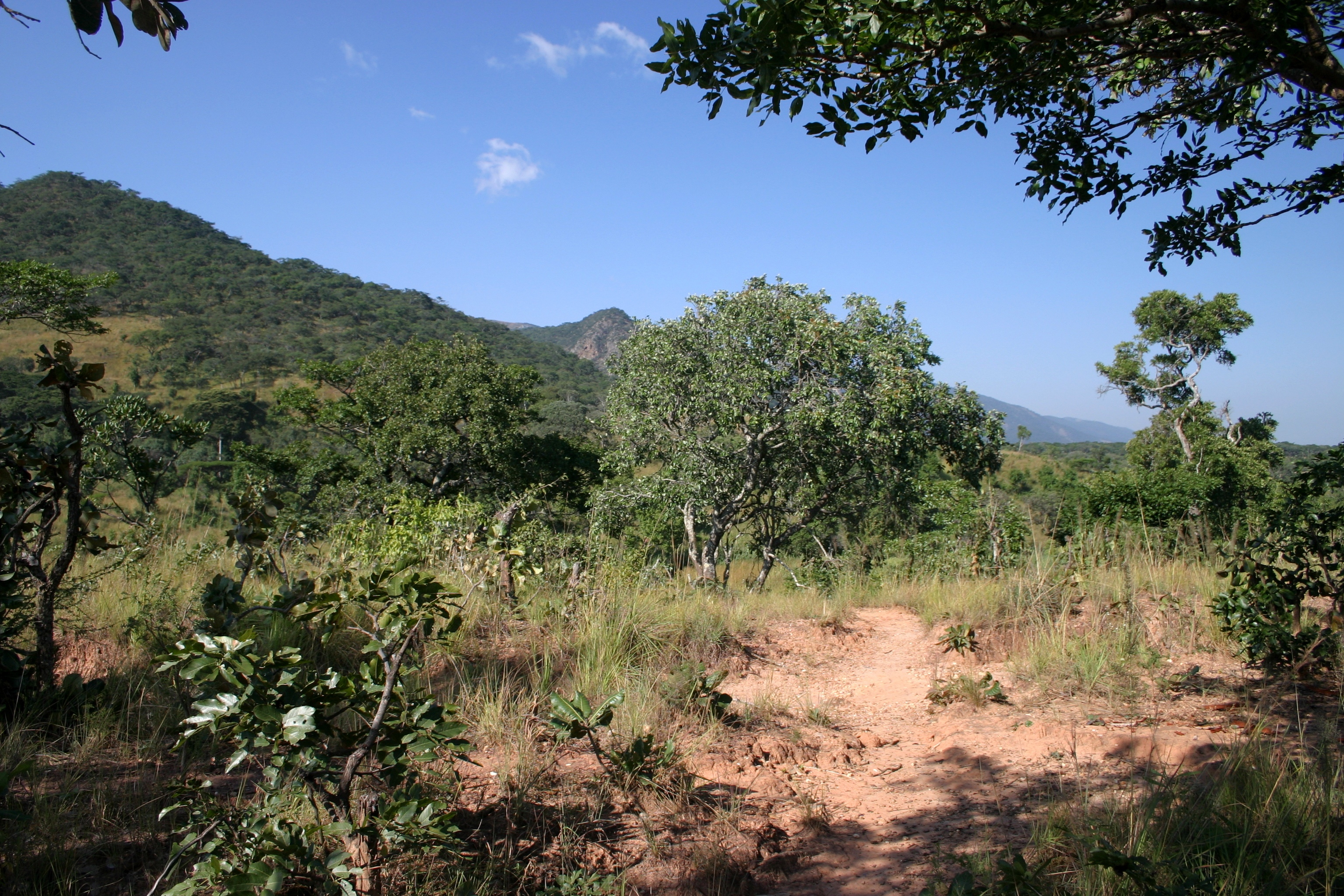
Miombo på Nyikaplatån i Malawi.

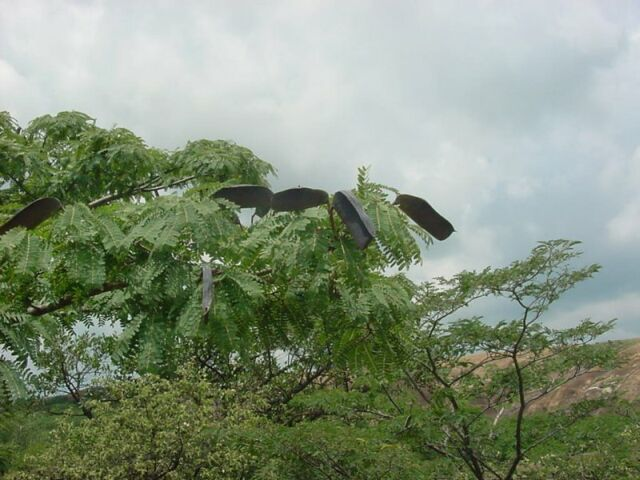
Blad och baljor av Brachystegia glaucescens.

Miombo är swahili för trädsläktet Brachystegia som omfattar ett stort antal arter, vilka bildar en öppen skog eller ett savannlandskap i södra Centralafrika. Miombo är också en beteckning för denna vegetationstyp som dominerar inom stora delar av området. Biomet består av fyra ekoregioner i Världsnaturfondens indelning, vilka listas nedan.
Träden fäller normalt sina blad för en kort period under torrtiden för att minska vattenförlusterna och med ny lövsprickning strax innan regnperiodens början.
Namnet miombo förekommer i ett antal bantuspråk som shona och bemba. På bemba är "miombo" pluralformen av "muombo", vilket är namnet på Brachystegia longifolia.

## Ekoregioner
Miombo bildar ett brett bälte över södra Centralafrika, från Angola i väster till Tanzania i öster. Dessa savannskogar domineras av träd tillhörande underfamiljen Caesalpinioideae - speciellt Brachystegia, Julbernardia och  Isoberlinia, vilka sällan återfinns utanför miombo. De fyra ekoregionerna är enligt Världsnaturfonden:
- Angolansk miombo (Angola)
- Centralzambesisk miombo (Angola, Burundi, Demokratiska republiken Kongo, Malawi, Tanzania, Zambia)
- Östlig miombo (Moçambique, Tanzania)
- Sydlig miombo (Malawi, Moçambique, södra Zambia, Zimbabwe)